# Mesatransistor

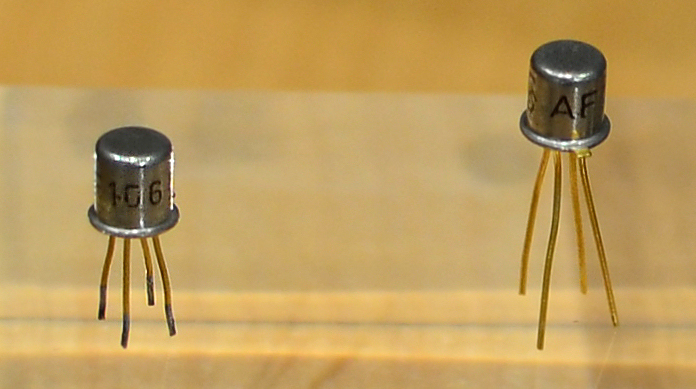
Mesatransistoren im Deutschen Museum Bonn

Unter einem Mesatransistor (englisch mesa transistor) versteht man eine Gruppe von Bipolartransistoren, bei denen nach der Herstellung der Basis- und Emittergebiete die Umgebung bis zum Kollektor chemisch geätzt werden und so die charakteristische Form eines Tafelbergs (spanisch mesa = Tafel) sowie verbesserte elektrische Eigenschaften gegenüber den damals üblichen Transistortypen erhält.

## Beschreibung

Schematischer Querschnitt durch einen Diffusions-Mesatransistor in linearer Anordnung

Die Basis- und Emittergebiete wurden durch zwei wesentliche Diffusionsverfahren hergestellt: Diffusionslegierungsverfahren (engl. diffused-alloy process) und Doppeldiffusionsverfahren (engl. double-diffused process). Man zählt sie daher zu der Gruppe der Diffusionstransistoren. Mesatransistoren wurden in der Anfangszeit zunächst aus monolithischem Germanium hergestellt, welches auch eine höhere Ladungsträgerbeweglichkeit als Silizium aufweist. Silizium hatte in den 1950er Jahren noch nicht die heutige Dominanz als Halbleitermaterial und kam beim Mesatransistor in geringerem Umfang zum Einsatz. Später folgten Epitaxialvarianten. Heutzutage werden Mesatransistoren kaum noch eingesetzt.

## Geschichte
Obwohl Diffusionstechniken bereits zuvor bei der Herstellung von Transistoren verwendet wurden, führte erst die Entwicklung des Oxid-Maskierungsprozesses durch Carl Frosch und Lincoln Derick zu der Entwicklung des Mesatransistors, der 1954 von Charles A. Lee, G. C. Dacey und P. W. Foy, alle Mitarbeiter bei Bell Telephone Laboratories (BTL), erfunden wurde. In Deutschland führte Siemens im Jahr 1959 die Mesatechnik ein und entwickelte durch eine Verschiebetechnik mit hochfeinen Masken ein neues Fertigungsverfahren.
Seinen Namen bekam der Mesatransistor durch sein Aussehen, das den Tafelbergen in Mesa (Arizona) ähnelt (spanisch mesa = Tafel, vgl. Mesa (Halbleitertechnik)). Die Bezeichnung selbst soll bereits 1954 von James M. Early genannt worden sein, der damals die Transistorentwicklungsgruppe bei BTL leitete.
Der Mesatransistor stellt einen erheblichen Fortschritt gegenüber früheren Transistortypen dar, vor allem wegen der Präzision, mit der die Tiefe der Sperrzone durch Diffusion kontrolliert werden konnte. Dadurch wurde es möglich, die Weite der durch Diffusion hergestellten Basiszone auf 5 µm und kleiner zu reduzieren, etwa auf ein Zehntel dessen, was zuvor möglich war. Dies führte zu einer verbesserten Leistung bei höheren Frequenzen und einer Erhöhung der Grenzfrequenz über 100 MHz.

## Fertigung

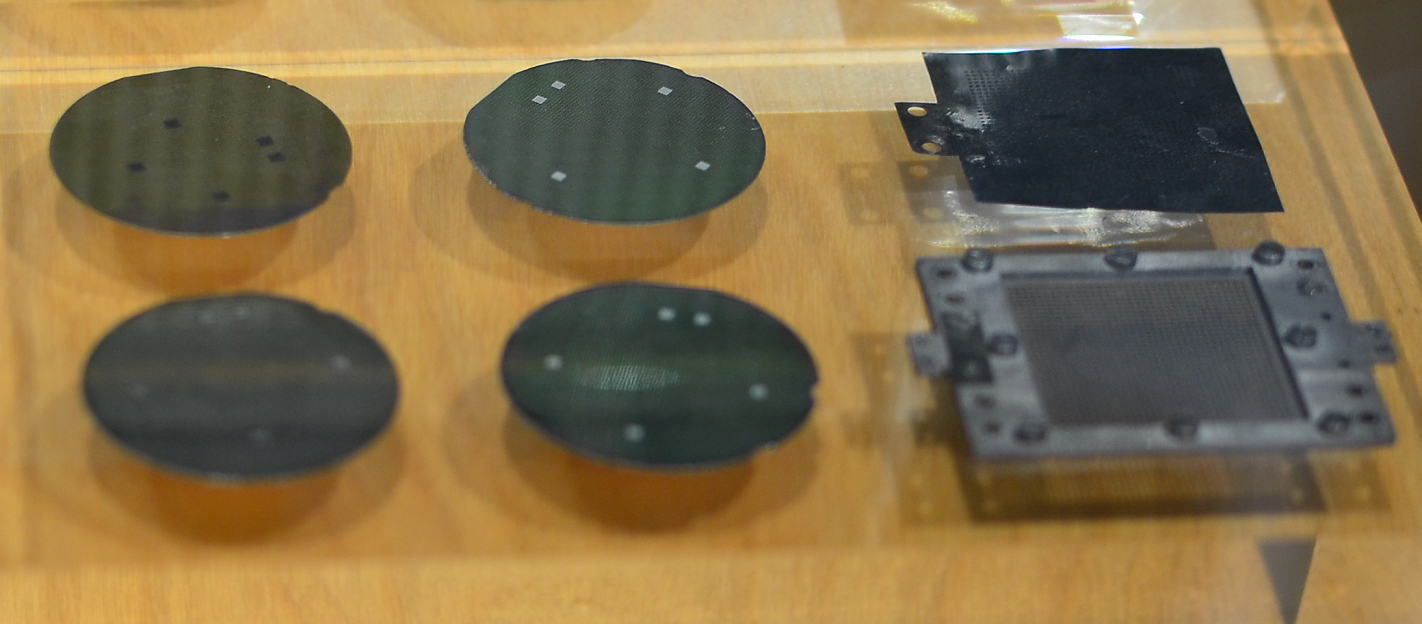
Schablonen zur Fertigung von Mesatransistoren

Mesatransistoren wurden sowohl als npn- als auch pnp-Transistor gefertigt. Als Halbleitermaterial diente in den 1950er Jahren vor allem Germanium und Silizium. Im Folgenden werden die wesentlichen Schritte für die Fertigung eines npn-Transistors im Doppeldiffusionsverfahren beschrieben, diese unterscheiden sich im Vergleich zur Fertigung eines pnp-Transistors im Wesentlichen nur durch die eingesetzten Grundmaterialien und Dotierstoffe. Anzumerken ist, dass es sich bei der Beschreibung nur um eine Möglichkeit des Fertigungsprozesses aus den Anfangsjahren handelt, der sich in dem einen oder anderen Teilschritt durchaus von später genutzten Prozessen unterscheiden kann. So wurde beispielsweise auch die materialselektive Maskierung von thermischen Siliziumdioxid für die Diffusionsdotierung eingesetzt.
Die Fertigung eines npn-Mesatransistors aus Silizium beginnt bereits mit dem Ziehen eines n-dotierten Silizium-Ingots und dem Sägen entsprechender Wafer. Nach der thermischen Oxidation des Siliziumwafers wird ein p-dotierter Bereich an der Silizium-Oberfläche des gesamten Wafers erzeugt, beispielsweise durch die Eindiffusion von Gallium (durch das Siliziumdioxid hindurch) aus Gallium(III)-oxid(Ga2O3) in feuchter Atmosphäre in einem Diffusionsofen. Das n-dotierte Substrat stellt später den Kollektor und der p-dotierte Bereich die Basis des Bipolartransistors dar. Für die Herstellung des Emitter-Bereichs bzw. des zweiten pn-Übergangs ist ein zweiter Diffusionsschritt notwendig. Dazu wird zunächst eine Fotolackmaske aufgebracht, strukturiert und in den demaskierten Bereichen das darunterliegende Siliziumdioxid nasschemisch geätzt. Nach dem Entfernen der Fotolackmaske folgt der zweite Diffusionsprozess im gleichen Ofentyp, dabei wird ein n-dotierender Fremdstoff in das Silizium diffundiert, z. B. Phosphor aus dem Ausgangsmaterial Phosphorpentoxid (P2O5) diesmal in trockener Atmosphäre. Da die Diffusion durch die Oxidschicht stark behindert wird, erfolgt die Diffusion in das Silizium nur in den zuvor freigelegte Bereichen (materialselektive Diffusion). Des Weiteren ist es wichtig, dass die zweite Diffusionszone deutlich flacher als die erste (die Basis) ist und eine deutlich höhere Dotierungskonzentration aufweist, so dass auch wirklich eine Gegendotierung und damit die npn-Struktur erreicht wird. Anschließend werden die einzelnen Bereiche der Schichtfolge kontaktiert. In der Regel werden für die Kontaktierung der unterschiedlich dotierten Bereiche unterschiedlichen Materialien eingesetzt, um sicher einen ohmschen Kontakt zu erzeugen. Die p-dotierte Basis wird in der Regel mit Aluminium und das n-dotierte Emittergebiet mit Silber oder einer Gold-Antimon-Legierung kontaktiert. Im letzten Schritt wird zur Verbesserung der elektrischen Eigenschaften (u. a. Reduzierung von Sperrschicht-Kapazitäten, Verbesserung der Hochfrequenzleistung) die oberen Schichten des Transistors bis zur Kontaktstelle der Dotierungsmaterialien mit dem Halbleiterkristall nasschemisch geätzt. Das Ätzen der Seiten gibt dem Transistor das Aussehen eines Tafelbergs.

## Eigenschaften
Der Arbeitsbereich des Mesatransistors ist auf eine vergleichsweise dünne Region an der Oberfläche beschränkt. Zur Aufrechterhaltung einer hohen Durchbruchspannung zwischen Basis und Kollektor ist ein relativ hoher Kollektor-Widerstand notwendig. Da beim Mesatransistor der Kollektoranschluss in der Regel auf der Gegenseite des (im Verhältnis zum aktiven Bereich) dicken Substrats angebracht ist, ist auch der Wert des Kollektorbahnwiderstands hoch. Dies hat eine Verringerung der Leistungsbelastbarkeit des Bauteils zur Folge. Die Versuche, die Substratdicke zu reduzieren, führten zu Stabilitätsproblemen des Halbleitersubstrats und zu einer geringeren Produktionsausbeute. Gelöst wurden die Probleme erst mit dem Planartransistor bzw. Epitaxialtransistor.
Die offenliegenden Teile der Kollektor-Basis-Sperrschicht an der Oberfläche verschlechtern die Leistung des Transistors. Ursache ist ein hoher Oberflächenleckstrom und eine niedrige Durchbruchspannung. Die gegen Einflüsse aus der Umgebung ungeschützte Sperrschicht führt zudem zu instabilen Transistoreigenschaften, verursacht eine Drift der Sperrschichtströme, die Erhöhung von Leckströmen und eine Verringerung der Stromverstärkung. Die Zuverlässigkeitsprobleme konnten für Silizium-Transistoren schnell überwunden werden, als 1959 die Gruppe um Martin M. Atalla (ebenfalls bei BTL) zeigte, dass eine thermisch gewachsene Siliziumdioxidschicht die Oberfläche passiviert. Die Schicht konnte zudem während des Diffusionsprozesses der Basis- und Emitterschicht hergestellt werden. Der erste Transistor, der diese Technik nutzte, war jedoch ein oxidpassivierter bipolarer Planartransistor (Fairchild Semiconductor 2N696, ursprünglich ein Mesatransistor) von Jean Hoerni.
Das Aufkommen des Planartransistors hat den Mesatransistor nicht vollkommen verdrängt. Der Mesatransistor wurde auch weiterhin genutzt, wenn sehr hohe Durchbruchspannungen in Sperrrichtung von mehreren tausend Volt benötigt wurden, beispielsweise bei Leistungstransistoren.
Bei der Gestaltung der Basis- und der Emitter-Elektrode werden zwei Geometrien unterschieden: eine lineare und eine kreisförmige Anordnung. Bei der kreisförmigen Anordnung (engl. circular geometry) liegt die Emitter-Elektrode mittig in der kreisringförmigen Basis-Elektrode. Bei der linearen Anordnung (engl. linear/stripe geometry) liegen die beiden streifenförmigen Elektroden parallel nebeneinander (engl. 2-stripe mesa). Letztere wurden typischerweise für Hochfrequenzanwendungen eingesetzt. Zudem sind sie einfacher zu entwerfen und benötigen weniger Platz.